# Дом Свешникова (Казань, улица Кави Наджми)
Дом Све́шникова (он же — «Гранд-отель», или «Никольские номера») — здание в Казани на улице Кави Наджми, дом 10. Памятник архитектуры и градостроительства республиканского значения. Здание построено в начале XIX века в виде одноэтажной усадьбы, при одном из владельцев А. Н. Свешникове перестроено в двухэтажный доходный дом, а затем надстроено до трёх этажей и превращено в гостиницу. Во время гражданской войны в доме находился штаб 1-й отдельной Приволжской татарской стрелковой бригады, затем здание было отдано под жильё, в частности, там располагалось общежитие артистов Казанского большого драматического театра имени В. И. Качалова. После распада СССР здание перешло в муниципальную собственность, ряд квартир были приватизированы, состояние дома стало ухудшаться. В 2010 году сгорела крыша и третий этаж здания, после чего всех жильцов выселили, а дом забросили. В дальнейшем, в ходе очередного пожара обрушились перекрытия, а затем и часть фасада. Ныне фактически руинированное здание находится в аварийном состоянии.

## Архитектура
Располагается на улице Кави Наджми, дом № 10. Здание представляло собой трёхэтажный одноподъездный дом, покрытый металлической кровлей на деревянной обрешётке. На всех этажах была организована протяженная коридорная система. Здание выдержано в неоклассическом стиле. Фасад раскрепован рустованными лопатками, объединяющими верхние этажи. На здании была установлена мемориальная доска.

## История
Построено в первой половине XIX века на Поперечно-Вознесенской улице. Первоначально городская усадьба была одноэтажной и относилась к домовладению купца В. С. Уксусникова. Следующим владельцем стал купец А. Н. Свешников, по имени которого здание стало называться домом Свешникова. При нём в 1860-х годах здание перестроили по проекту архитектора П. Е. Аникина под доходный дом, в частности возвели пристрой. Свешников занимался чугунолитейным производством, а также участвовал в городской общественной деятельности, в частности, был крупным домовладельцем, ему принадлежал ряд особняков. В начале XX века при последнем владельце В. В. Золотове здание было надстроено до трёх этажей. В ряде источников датой постройки дома указывается 1887 год.
До революции в доме Свешникова размещалась гостиница «Гранд-отель», или «Никольские номера». С мая по июль 1919 года в здании размещался штаб 1-й отдельной Приволжской татарской стрелковой бригады, первым командиром которой был Ю. И. Ибрагимов, а комиссаром — Ш. Х. Усманов. В советское время дом передали под жильё. В 1934—1966 годах там жила народная артистка РСФСР и ТАССР Г. М. Болгарская. Долгое время в доме располагалось общежитие актёров и сотрудников Казанского большого драматического театра имени В. И. Качалова. В частности, там жили такие деятели театрального искусства Татарии, как Е. Е. Жилина, М. Н. Преображенская, Г. П. Ардаров, Р. Ф. Ишмуратов, Н. С. Провоторов, Е. А. Простов.
В 2002 году постановлением правительства Татарстана здание было признано памятником архитектуры и градостроительства республиканского значения. При этом дом находился в ветхом и аварийном состоянии, а жильцы неоднократно обращались в органы власти с требованием их переселить. В 2005 году общежитие было переведено в категорию муниципального жилья, ряд комнат был приватизирован. В 2008 году в здании были зафиксированы нарушения противопожарной безопасности, для устранения которых властями не принято никаких мер.
В 2010 году в доме произошёл пожар, в результате которого полностью сгорели чердак и третий этаж здания. Причиной возгорания стал взрыв микроволновой печи в одной из комнат вкупе с разрывом изоляции электропроводки по причине деформации фундамента здания. На тот момент в 43 комнатах дома проживал 61 человек. Пожарные спасли 27 человек, двум жильцам была оказана медицинская помощь, одну женщину госпитализировали с ожогами, а затем выписали долечиваться на дому. Часть оставшихся без квартир поселили в гостиницу «Татарстан», причём им пообещали предоставить жильё.
После пожара здание было признано не подлежащим восстановлению, однако в 2011 году прокуратура Ново-Савиновского района через Вахитовский районный суд обязала Комитет жилищно-коммунального хозяйства Исполнительного комитета города Казани провести его противоаварийные и консервационные работы. В 2013 году здание получило статус объекта культурного наследия республиканского значения. При отсутствии крыши фасад был закрыт тканевым баннером, однако собственник не вёл никаких реставрационных работ, и вскоре в доме обосновались бомжи. В 2017 году в здании произошёл очередной пожар, возникший из-за неосторожного обращения с огнём. В результате сгорели деревянные перегородки и перекрытия, в частности, сильно пострадал пристрой.
|  |  |  |  |  |  |  |  |  |

В 2018 году президент Татарстана Р. Н. Минниханов одобрил проект реставрации здания, разработанный строительной компанией «Барс Инвест Груп», принадлежащей депутату Казанской городской думы Э. Н. Хуснутдинову. В компании сообщили о подготовке к началу противоаварийных работ, тогда как сам Хуснутдинов заявил, что «невозможно понять до конца состояние объекта, а от этого зависят дальнейшие действия», но «в будущем здесь будет жилой дом». В республиканском Комитете по охране объектов культурного наследия отмечали, что «здание в ужасном состоянии, и изначальные намерения хозяев сводились к тому, чтобы снести и заново построить», однако «удалось войти в диалог с собственниками и обойтись без судов, как это было на других объектах». В 2020 году Хуснутдинов продал дом бизнесмену М. Р. Фахрутдинову. В 2021 году рабочие начали разбор фасада здания. В Комитете по охране объектов культурного наследия заявили, что «демонтаж фрагментов аварийной наружной стены» был согласован и начат для того, чтобы «предотвратить обрушение аварийно опасных конструкций». Тем не менее, по состоянию на 2022 год здание находилось в аварийном состоянии. В 2023 году началась реконструкция здания, причём была снесена половина фасада. Параллельно собственник Фахрутдинов выставил дом на продажу за 400 миллионов рублей, заявив, что «когда здание будет завершено, ему потребуется хозяин»